# 대한민국-피지 관계
피지와 대한민국은 1971년 1월 공식적인 수교관계를 수립했으며, 대한민국은 전년도에 피지의 독립을 승인했다. 수바에는 대한민국 대사관이 있고 서울특별시에는 피지 대사관이 있다. 피지는 '무역과 투자 촉진', '인적 교류 증진'을 위해 2012년 7월 서울특별시에 대사관을 개설했다.

## 국빈방문
2014년 5월 라투 에펠리 네일라티카우 피지 대통령이 서울을 방문했다.

## 이주
피지에는 약 1,000명의 한인이 거주하고 있다.

## 경제관계
거래는 여전히 낮은 수준이다. 2011년 11월까지 대한민국의 피지 수출은 약 1,350만 유로에 달했고, 피지의 대한민국 수출은 1,150만 유로에 달했다. 그럼에도 불구하고 양국은 지난달 무역관계 증진을 위해 '사상 최초의 비즈니스 포럼'을 개최했다. 피지는 주로 설탕과 섬유를 대한민국으로 수출한다.
2011년 10월 대한무역투자진흥공사, 피지투자청, 주피지 대한민국대사관의 주최로 제1회 피지-대한민국 비즈니스 포럼 및 카탈로그 전시회가 수바에서 개최되었다. 그 목적은 피지에 대한 대한민국의 투자와 양국 간 무역을 장려하는 것이었다.